# Ърнест Клайн
Ърнест Кристи Клайн (на английски: Ernest Cline) е американски декламатор, сценарист и писател на бестселъри в жанра научна фантастика.

## Биография и творчество
Роден е на 29 март 1972 г. в Ашленд, Охайо, САЩ, в семейството на Ърнест Клайн и Фей Уилямс. Има по-малък брат. От малък е запален по научната фантастика, „Междузвездни войни“ и по видео игрите, особено по играта Black Tiger.
След гимназията работи като готвач в ресторант за бързо хранене, чистач на риба, консултант във видеотека и техническа поддръжка.
В периода 1997 – 2001 г. е участник в Националния поетичен конкурс като изпълнител и печели през 1998 и 2001 г.
Бидейки голям фен на фантастика пише сценария за филма „Фенове“, който е пуснат през 2009 г. Той представя историята на група приятели, които искат да откраднат записа на филма „Междузвездни войни – Невидима заплаха“, за да го покажат на свой приятел, който е болен от рак и няма да дочака премиерата. Филмът се превръща в култов феномен.
Дебютният му фантастичен приключенски роман „Играч първи, приготви се“ е публикуван през 2011 г. Главният герой Уейд Уотс живее в 2044 г., реалният живот е твърде неприветлив, и той бяга от тягостното ежедневие като прекарва свободното си време в ОАЗИС – вездесъща виртуална утопия, в която можеш да бъдеш всичко в измислената вселена. Създателят на ОАЗИС Джеймс Холидей е вложил в нея няколко маниакално замислени пъзела основани на попкултурата от края на XX век, а според завещанието му, който ги разгадае ще получи огромно богатство и власт. Откривайки първата загадка Уотс предизвиква лавина от конкуренти, които са готови да стигнат до убийство в реалния живот, за да спечелят, а той трябва да намери начин да оцелее. Книгата става бестселър, а още през 2010 г., преди публикацията ѝ, оригиналният сюжет амбицира филмовите компании и те наддават за филмовите права, а писателят е определен за сценарист. Вече се работи по екранизирането на романа от Warner Bros. и режисьора Стивън Спилбърг в едноименен филм с участието на Тай Шеридан, Оливия Кук, Марк Рейланс и Т. Дж. Милър.
През 2015 г. е издаден вторият му роман Armada, който също става бестселър и е предпочетен за екранизиране от „Юнивърсъл Студиос“.
През 2016 г. се жени за писателката Кристин О'Кийф Аптовиц, с която се запознава през 1998 г. на Националния поетичен конкурс.
Ърнест Клайн живее със семейството си в Остин, Тексас.

## Произведения

### Самостоятелни романи
- Armada (2015)
Армада, изд.: „Интенс“, София (2020), прев. Катя Перчинкова

### Серия „Играч, приготви се“ (Ready Player)
1. Ready Player One (2011) – награда „Прометеус“
Играч първи, приготви се, изд.: „Интенс“, София (2015), прев. Катя Перчинкова
2. Ready Player Two (2020)
Играч втори, бъди готов, изд.: „Интенс“, София (2022), прев. Катя Перчинкова

### Разкази
- The Omnibot Incident (2014)

### Документалистика
- The Importance of Being Ernest (2006)

### Екранизации
- „Фенове“ (Fanboys, 2009) – история и сценарий
- „Играч първи, приготви се“ (Ready Player One, 2018) – по романа, сценарий